# Phlegra andreevae
Phlegra andreevae är en spindelart som beskrevs av Dmitri Viktorovich Logunov 1996. Phlegra andreevae ingår i släktet Phlegra och familjen hoppspindlar. Inga underarter finns listade i Catalogue of Life.